# Panipat
Panipat är en stad i den indiska delstaten Haryana och är belägen cirka 90 kilometer norr om Delhi. Den är administrativ huvudort för ett distrikt med samma namn och hade cirka 300 000 invånare vid folkräkningen 2011. Storstadsområdet beräknades ha lite mer än en halv miljon invånare 2018.
Slätten kring Panipat har varit skådeplats för tre viktiga fältslag, 1526, 1556 och 1761. 